# Кабрерол
Кабрерол (фр. Cabrerolles) је насеље и општина у јужној Француској у региону Лангдок-Русијон, у департману Еро која припада префектури Безје.
По подацима из 2011. године у општини је живело 358 становника, а густина насељености је износила 12,48 становника/km². Општина се простире на површини од 28,68 km². Налази се на средњој надморској висини од 310 метара (максималној 705 m, а минималној 134 m).

## Демографија
| 1962. | 1968. | 1975. | 1982. | 1990. | 1999. | 2011. |
| ----- | ----- | ----- | ----- | ----- | ----- | ----- |
| 275   | 284   | 256   | 255   | 293   | 270   | 358   |

График промене броја становника у току последњих година